# نورمان ليندسي
نورمان ليندسي (بالإنجليزية: Norman Lindsay)‏ هو كاتب للأطفال ورسام وكاتب أسترالي، ولد في 22 فبراير 1879 في Creswick, Victoria ‏ في أستراليا، وتوفي في 21 نوفمبر 1969 في سيدني في أستراليا.

## الحياة الشخصية
ولد ليندسي في كريسويك، فيكتوريا، وهو ابن الجراح الأنجلوإيرلندي روبرت تشارلز ويليام ألكسندر ليندسي (1843–1915) وجين إليزابيث ليندسي (1848-1932) ابنة القس توماس ويليامز. لنورمان عشرة أشقاء منهم: بيرسي ليندسي (1870–1952) وليونيل ليندسي (1874-1961) وروبي ليندسي (1885–1919) وداريل ليندسي (1889-1976).
تزوج ليندسي من كاثرين أغاثا باركنسون، في ملبورن في 23 مايو 1900، ورزقا ثلاثة أبناء: جاك (1900) وريمون (1903) وفيليب (1906)، ثم انفصل الزوجان في عام 1918، وتزوج لاحقًا روز سودي التي كانت مديرة أعماله. ولديهما ابنتان: جين ليندسي (ولدت عام 1920)، وهيلين ليندسي (ولدت عام 1921). توفي ابنه فيليب عام 1958 وابنه ريموند عام 1960، وأصبح جاك كاتبًا غزير الإنتاج ومترجمًا وناشطًا، وأصبح فيليب أيضًا كاتبًا للروايات التاريخية، وعمل في الإنتاج السينمائي. 

## مهنة

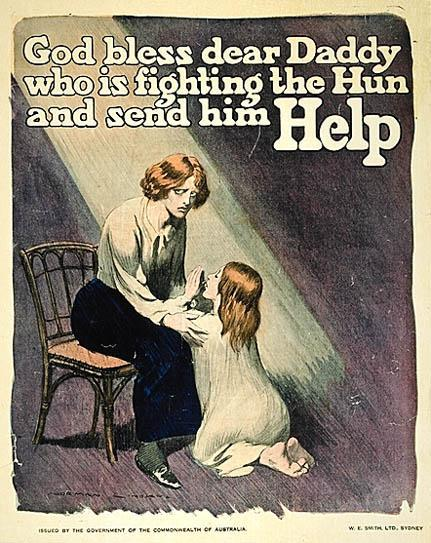
الرسوم الكاريكاتورية الدعائية الأسترالية في حقبة الحرب العالمية الأولى بقلم نورمان ليندسي

انتقل ليندسي إلى ملبورن للعمل في مجلة محلية مع شقيقه الأكبر ليونيل، وفي عام 1901 التحق هو وليونيل بطاقم عمل صحيفة ومجلة أسبوعية في سيدني. سافر ليندسي إلى أوروبا عام 1909، ثم تبعه روز لاحقًا، وفي نابولي بدأ برسم 100 رسم توضيحي بالقلم والحبر للمقاطعات الرومانية القديمة. رسم نماذج لسفن قديمة شاهدها خلال زياراته لمتحف جنوب كنسينغتون، وهو الأمر الذي حفَّز اهتمامه بنماذج السفن القديمة طيلة حياته. عاد ليندسي إلى أستراليا في عام 1911. كتب ليندسي كتاب الأطفال الكلاسيكي ماجيك بادينغ الذي نشر في عام 1918. تتمتع العديد من رواياته بالصراحة والحيوية، وقد أثار ضجة كبيرة في عام 1930 عندما منعت روايته ريدهيب من النشر بسبب قوانين الرقابة. نشر في عام 1938 رواية إيج أوف كونسينت التي تحكي قصة رسام في منتصف العمر يقع في غرام مراهقة أثناء زيارته لمنطقة ريفية، وقد حظرت هذه الرواية في أستراليا حتى عام 1962. عمل ليندسي أيضًا كرسام صحفي، واستخدم رسوماته للتعبير عن أفكاره السياسية العنصرية والاتجاه االيميني المتطرف الذي سيطر على الصحف التي عمل فيها في تلك الفترة.
جمعت علاقات وثيقة بين ليندسي وعدد من الشعراء مثل كينيث سليسور وفرانسيس ويب وهيو ماكراي، وأثر على العديد من الفنانين، أهمهم الرسامين روي كرينكل وفرانك فرازيتا، وكان أيضًا صديقًا جيدًا لإرنست موفيت.

## الأعمال
يُنظر إلى ليندسي على نطاق واسع كواحد من أعظم الفنانين الأستراليين، بفضل إنتاجه الغزير لمجموعة كبيرة من الأعمال في وسائل الإعلام المختلفة، بما في ذلك الرسم بالقلم والنقش والألوان المائية والزيتية والمنحوتات الحجرية والبرونزية.
يوجد جزء كبير من أعماله في منزله السابق في فولكونبريدغ، نيو ساوث ويلز، الذي أصبح يعرف اليوم "معرض ومتحف نورمان ليندسي"، بالإضافة للعديد من الأعمال الموجودة في مجموعات خاصة أو شركات. حققت لوحته الزيتية سبرينغ إنوسينس رقمًا قياسيًا عند عرضها في مزاد علني في عام 2002، إذ بيعت مقابل 333,900 دولار أسترالي.

### الخسائر
كانت رسوماته العارية والجريئة مثيرة للجدل لدرجة كبيرة، ففي عام 1940 حاول ليندسي تهريب ستة عشر صندوقًا من لوحاته ورسوماته ومنحوتاته إلى الولايات المتحدة لحمايتها من الحرب العالمية الثانية، ولسوء الحظ اكتشفت هذه الصناديق عندما اشتعلت النيران في القطار الذي كانت فيه، وحجزها المسؤولون الأمريكيون وأحرقوها على أنها مواد إباحية، وتذكر شقيقه ليندسي الأكبر ليونيل رد أخيه: لا تقلق، سأرسم المزيد. 

## وصلات خارجية
- نورمان ليندسي على موقع IMDb (الإنجليزية)
- نورمان ليندسي على موقع الموسوعة البريطانية (الإنجليزية)
- نورمان ليندسي على موقع ديسكوغز (الإنجليزية)
- نورمان ليندسي على موقع قاعدة بيانات الفيلم (الإنجليزية)